# Арніс (Німеччина)
Арніс (нім. Arnis) — місто в Німеччині, розташоване в землі Шлезвіг-Гольштейн. Входить до складу району Шлезвіг-Фленсбург. Складова частина об'єднання громад Каппельн-Ланд.
Площа — 0,45 км2. Населення становить 280 ос. (станом на 31 грудня 2020). Таким чином Арніс є найменшим містом Німеччини як за населенням, так й за площею.

## Галерея

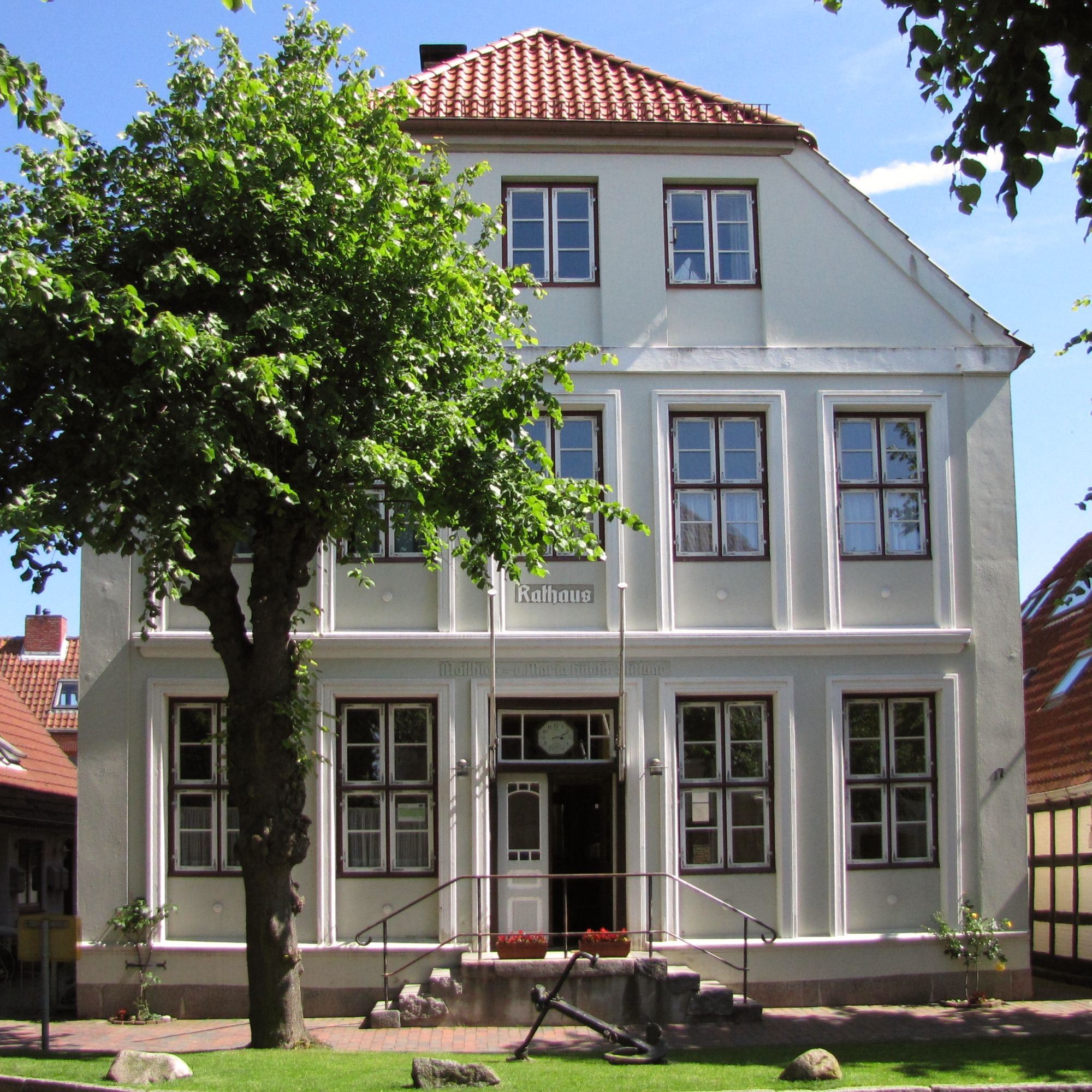
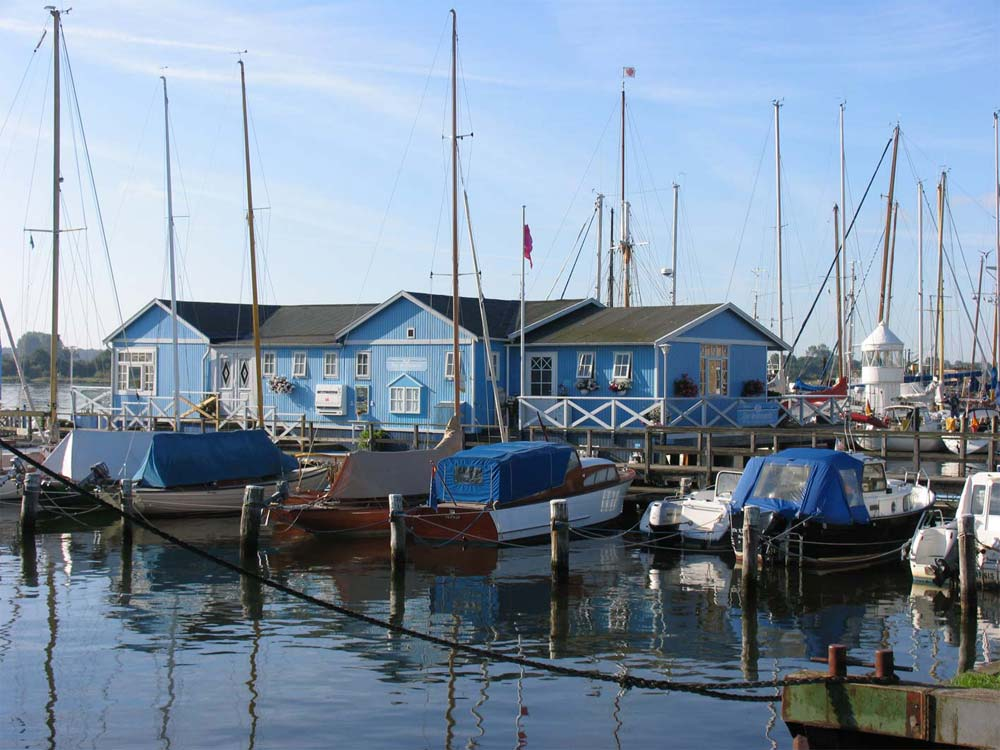
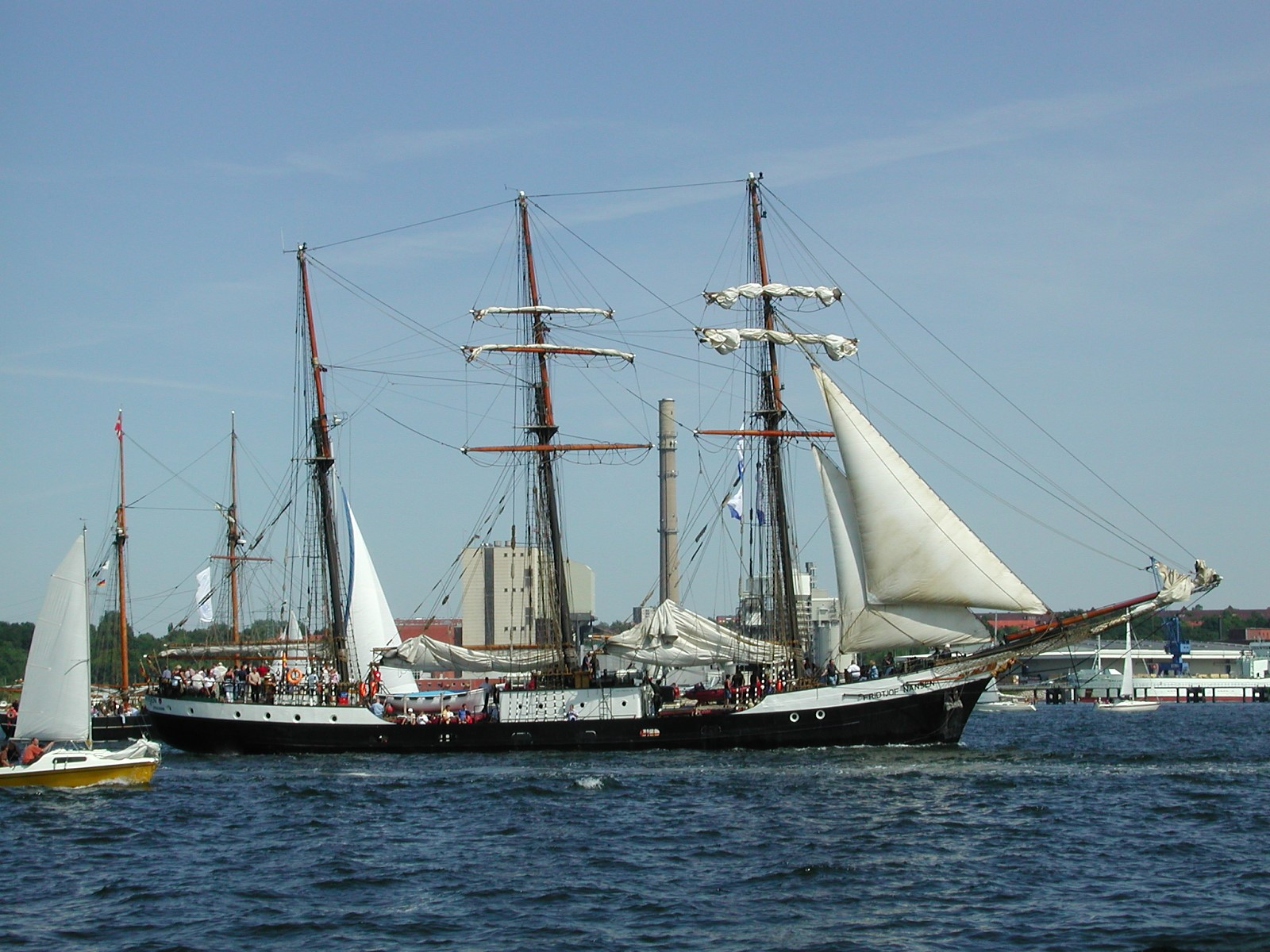
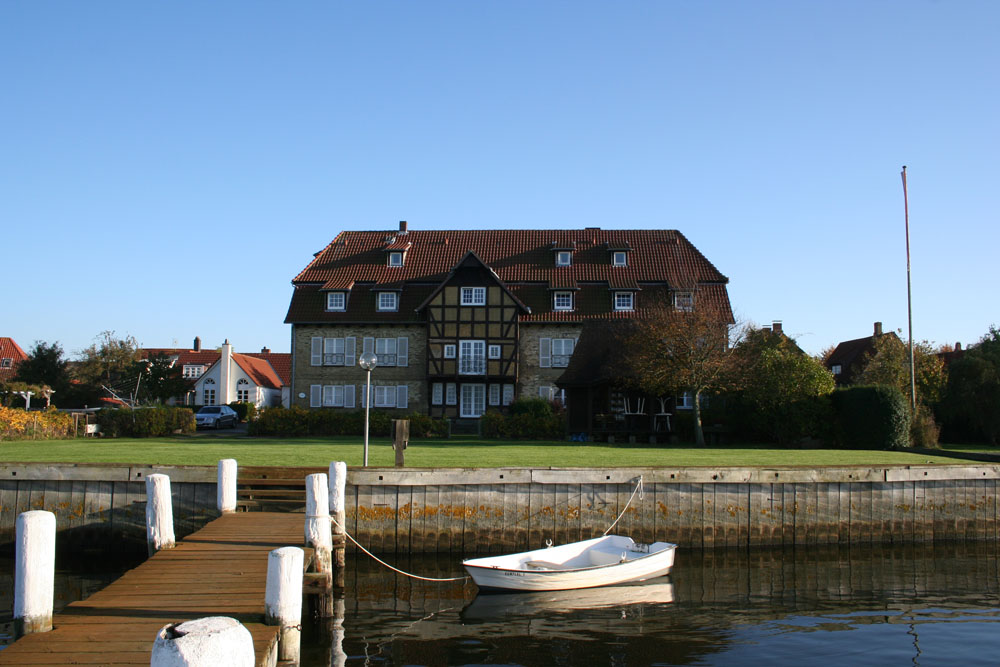
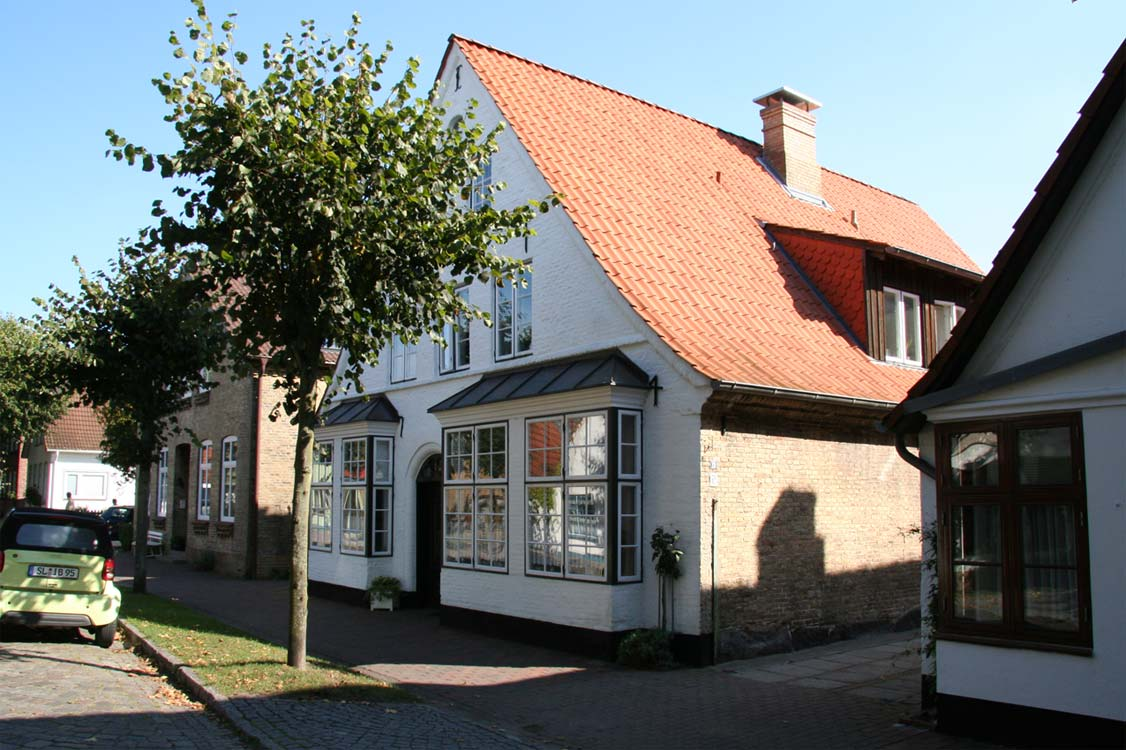
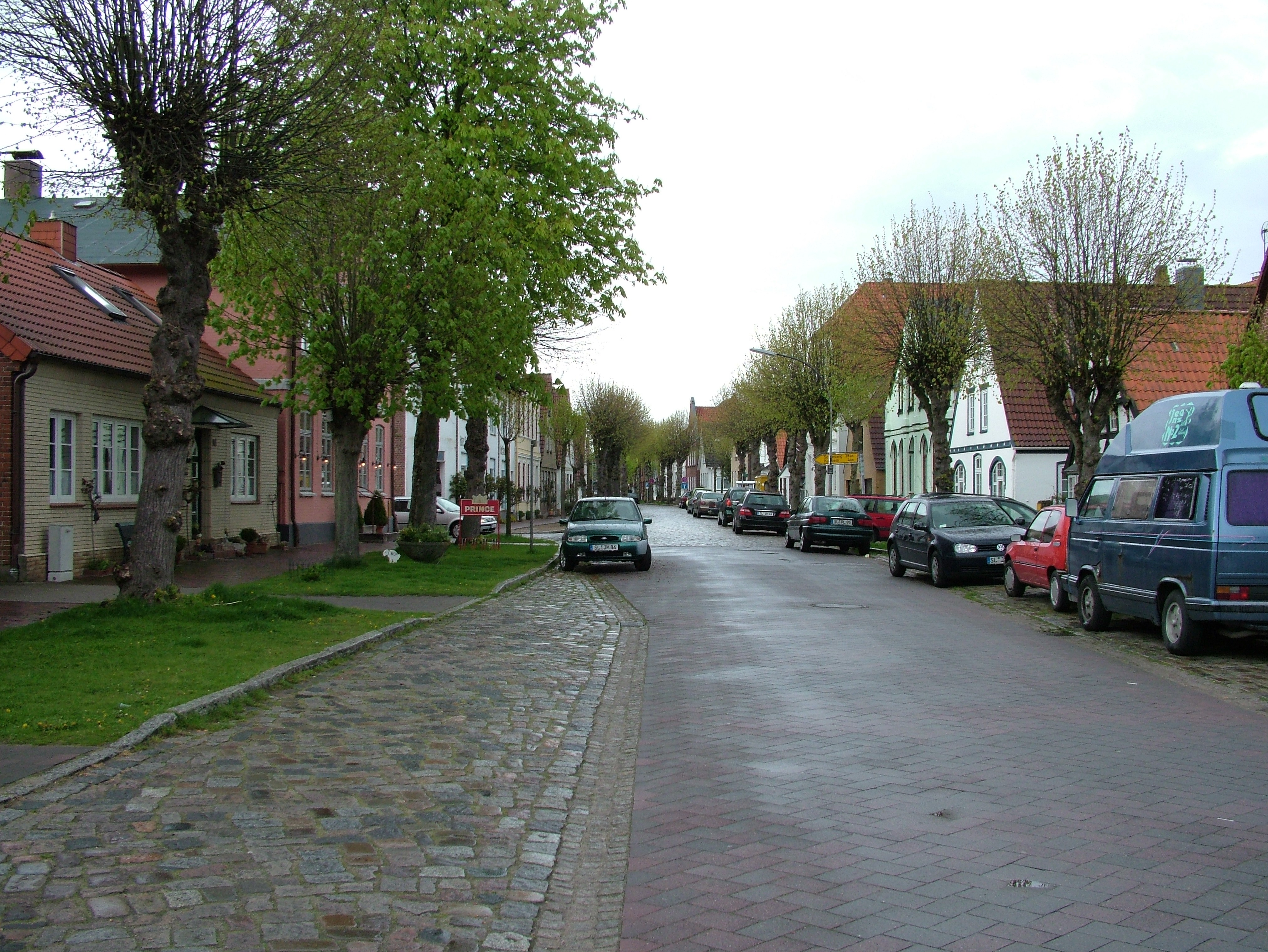